# Тамаруго рудобровий
Тамару́го рудобровий (Conirostrum tamarugense) — вид горобцеподібних птахів родини саякових (Thraupidae). Мешкає в Чилі і Перу. Вид названий на честь чагарників тамаруго (Prosopis tamarugo).

## Опис
Довжина птаха становить 12,5 см, вага 10,5 г. Верхня частина тіла сіра, над очима рудувато-коричневі "брови",горло і верхня частина грудей рудувато-коричневі. Крила і хвіст чорнуваті, на крилах дві руді смуги і білі плями, края крил охристі. Нижня частина тіла сірувата, живіт жовтуватий, гузка коричнювата. Молоді птахи мають блідіше забарвлення, пляма на горлі у них менша і блідіша. Виду не притаманний статевий диморфізм.

## Поширення і екологія
Рудоброві тамаруго гніздяться на півночі Чилі, зокрема в заповіднику Пампа-дель-Тамаругаль. Взимку вони мігрують на південь Перу (Арекіпа, Такна, Мокеґуа. Вони живуть у високогірних чагарникових заростях та на плантаціях тамаруго (Prosopis tamarugo), в Перу зимують в гірських тропічних лісах Gynoxys і Polylepis.